# Мала Слевиця
Мала Слевиця (словен. Mala Slevica) — поселення в общині Велике Лаще, Осреднєсловенський регіон, Словенія. 
Висота над рівнем моря: 596,3 м.